# José Báguena Candela
José Báguena Candela (Valence, 16 mars 1924 - ibidem, 27 mai 1992) est un chirurgien et homme politique espagnol, sénateur de la première législature (1979-1982) pour l'Union du centre démocratique.